# Lézinnes
Lézinnes település Franciaországban, Yonne megyében. Lakosainak száma 664 fő (2022. január 1.). Lézinnes Tanlay, Tonnerre, Ancy-le-Libre, Argentenay, Pacy-sur-Armançon és Vireaux községekkel határos.

## Népesség
A település népességének változása:
| Lakosok száma | 747  | 698  | 689  | 669  | 666  | 661  | 662  | 663  | 664  |
|               | 2013 | 2015 | 2016 | 2017 | 2018 | 2019 | 2020 | 2021 | 2022 |